# معامله زیرمیزی
معامله زیرمیزی یا قرارهای پشت پرده، یک توافق قراردادی است که معمولاً به صورت مخفیانه تنظیم می‌شود و به برخی از طرفین سود زیادی می‌رساند، در حالی که به‌طور نامناسبی به سایر طرف‌ها یا عموم مردم آسیب می‌رساند. این اصطلاح در دهه ۱۹۴۰ برای توصیف قراردادهای کارگری فاسدی ابداع شد که به نفع کارفرما به جای کارگران بود و معمولاً شامل نوعی رشوه یا رویکرد ویژه برای مذاکره‌کننده کارگری بود.
این اصطلاح همچنین به ترتیبات ویژه بین شرکت‌های خصوصی و نهادهای دولتی اطلاق می‌شود که در آن شرکت و گاهی اوقات یک مقام دولتی به جای عموم مردم، از مزایای آن بهره‌مند می‌شوند. قراردادهای بدون مناقصه ممکن است به افرادی اعطا شود که ارتباطات سیاسی دارند یا به سیاستمداران بانفوذ کمک مالی می‌کنند. گاهی اوقات یک معامله زیرمیزی شامل معافیت‌های مالیاتی یا سایر مشوق‌ها برای وادار کردن یک شرکت به انجام تجارت در آن شهر یا ایالت است.
«توافق زیرمیزی» همچنین ممکن است در یک زمینه قانونی رخ دهد. به عنوان مثال، در یک دادخواست دسته‌جمعی، وکلایی که نماینده یک گروه از شاکیان هستند، ممکن است با خوانده به توافقی برسند که نتیجه اصلی آن یک هزینه هنگفت برای وکلا به جای حداکثر غرامت برای اعضای گروه باشد.